# Manuel Sánchez González
Manuel Sánchez González (Monterrey, Nuevo León, 27 de julio de 1950) es un economista mexicano con una amplia trayectoria profesional que incluye la academia, la banca privada y la banca central. El 23 de abril de 2009 fue nominado por el presidente Felipe Calderón Hinojosa subgobernador y miembro de la Junta de Gobierno del Banco de México. Su nombramiento fue ratificado por la Comisión Permanente del Congreso de la Unión el 27 de mayo de 2009. Tras concluir su mandato el 31 de diciembre de 2016, ha sido distinguido como "Visiting Fellow at the Hoover Institution".

## Personal
Es hijo de Manuel Sánchez González (1906-1996) y Josefina González Márquez (1916-2013). Está casado con Rosina C. Flores Castro y tiene tres hijos: Manuel (1989), Eduardo (1991) y Pablo (1995).

## Educación
Manuel Sánchez González tiene maestría y doctorado en economía por la Universidad de Chicago en 1983 y 1985 respectivamente, en donde su asesor de doctorado fue Robert Lucas y su comité de tesis estuvo conformado por este, Arnold Zellner y Lars Peter Hansen. Durante su estancia en Chicago tuvo entre sus profesores, además de los anteriores, a Gary S. Becker, Robert W. Fogel, James J. Heckman, Arnold Harberger, Sherwin Rosen, Sanford J. Grossman, Jacob A. Frenkel y Michael L. Mussa. Se desempeñó como asistente de investigación de Arnold Zellner y como asistente de enseñanza de James J. Heckman.
También tiene una maestría en ciencias por la Universidad de Misuri en 1979. Se graduó como licenciado en economía, con mención honorífica, en el Instituto Tecnológico y de Estudios Superiores de Monterrey en 1976.
En su trayectoria educativa recibió varias distinciones entre la que destacan las becas de la Fundación Earhart (1983-1984), la Milton Friedman Fund and Special UU (1983-1984), la del Consejo Nacional de Ciencia y Tecnología (Conacyt) (1979-1983) y la de la Universidad de Misuri-Columbia (1977-1979).
Adicionalmente, fue PEW Teaching Fellow en la Universidad de Chicago (1982-1983). Recibió el premio de la American Agricultural Economic Association (AAEA) de excelencia profesional por su tesis de maestría en la Universidad de Misuri-Columbia (1980). También es miembro de la Honor Society of Agriculture Gamma Sigma Delta (1979).

## Trayectoria
Antes de su posición actual, entre 2006 y 2009, fue director de Inversión de Valanza México, la unidad de capital de riesgo de BBVA. Se incorporó al Grupo Financiero Bancomer, hoy Grupo Financiero BBVA Bancomer, en 1993 como Director de Análisis Financiero y Relaciones con Inversionistas. Durante 1994-98, fue director de Planeación y Finanzas de la División de Banca de Servicios del Grupo. Posteriormente, desde 1998 y hasta 2004, fue director Corporativo de Estudios Económicos de ese Grupo, y entre 2004 y 2006, se desempeñó como director de Proyectos Empresariales del mismo.
Anteriormente, de 1989 a 1993, fungió como director general del Centro de Análisis e Investigación Económica A.C., del Instituto Tecnológico Autónomo de México (ITAM). De 1986 a 1989, se desempeñó como Gerente de Estudios Económicos en el Grupo Vitro. Entre 1985 y 1986, fue profesor asistente en el departamento de economía del Boston College y entre 1984 y 1985, se desempeñó como profesor de tiempo exclusivo de la facultad de economía de la Universidad Autónoma de Nuevo León. En 1977 Manuel Sánchez fue economista en el Grupo Industrial Grupo Alfa y profesor de economía en la Universidad de Monterrey.
Además, ha sido profesor de tiempo parcial en el ITAM, el ITESM Campus Monterrey y la Universidad Autónoma de Nuevo León.

## Otras Actividades Profesionales
Manuel Sánchez González ha participado en la dirección de diversas instituciones. Entre 2011 y 2014 fue miembro de la Junta Directiva del Banco Latinoamericano de Comercio Exterior, S. A. (Bladex). De 1992 a 1994 fue miembro del Consejo de Administración del Grupo Eureka, y de 1992 a 1993 consejero de la Fundación para el Apoyo de la Comunidad, A.C.
Desde 2011 es miembro del Consejo Asesor Global de la Escuela de Negocios Booth de la Universidad de Chicago, así como del Consejo Nacional de Inclusión Financiera. Entre 2006 y 2010, fue presidente y fundador de la asociación Amigos de la Universidad de Chicago, A.C. y durante 2002 a 2006, fue miembro de la Comisión Mexicana sobre Macroeconomía y Salud. Durante 1999 y 2000, fue presidente del Comité Nacional de Estudios Económicos y miembro del Consejo Nacional del Instituto Mexicano de Ejecutivos de Finanzas (IMEF). Desde 1989 ha sido miembro del Consejo Asesor Técnico del Centro de Estudios Económicos del Sector Privado, A.C. (CEESP).
Entre 2007 y 2009 formó parte del Comité Editorial de la revista Ejecutivos de Finanzas del IMEF y, de 2001 a 2009 del Consejo Editorial del periódico Reforma.
Desde 2002 es miembro de la sociedad Mont Perelin Archivado el 26 de julio de 2011 en Wayback Machine., a partir 2001, de la Alamos Alliance, y desde 1998 del Comité Nacional de Estudios Económicos del IMEF.
Desde 1998 ha sido colaborador del periódico Reforma con la columna “Razones y Proporciones”, en la que trata temas económicos, monetarios y financieros de actualidad.

## Publicaciones

### Libros
- Sánchez, M. (2006). Economía Mexicana para Desencantados, México: Fondo de Cultura Económica.

- Sánchez, M. y R. Corona (eds.), (1993). Privatization in Latin America, Washington: Banco Interamericano de Desarrollo.

- Sánchez, M. (ed.), (1993). Procesos de Privatización en América Latina, Washington: ITAM-BID.

### Artículos
- Sánchez, M. (2016). "The Powers and Limits of Monetary Policy," The Cato Journal, Vol. 36, Núm. 2.

- Sánchez, M. (2016). "La Necesidad de no Repetir la Historia," El Trimestre Económico, Vol. LXXXIII (2), Núm. 330, abril-junio.

- Sánchez, M. (2016). "Political Shifts in Latin America," presentado en el Emerging Markets Summit, The University of Chicago Booth School of Business, Chicago, abril.

- Sánchez, M. (2016). "Memoria de la economía mexicana," Nexos, 1 de febrero.

- Sánchez, M. (2015). “Monetary Policy Normalisation in the US, the Limits of Macro-prudential Tools and Developing Capital Markets,” Central Banking, 25(4), mayo.

- Sánchez, M. (2015). “El Trimestre, un Proyecto en Transformación,” El Trimestre Económico, Vol. LXXXII (3), Núm. 327, julio-septiembre.

- Sánchez, M. (2014). “El Enigmático Sistema Bancario Mexicano Contemporáneo,” El Trimestre Económico, Vol. LXXXI (1), Núm. 321, enero-marzo.

- Sánchez, M. (2013). “Global Financial Stability and Central Bank Cooperation: What Have We Learned? – Presentation,” en Central Bank Cooperation at the Beginning of the 21st Century, México: CEMLA.

- Sánchez, M. (2013). "Repaso al Sistema Bancario," Nexos, 1 de noviembre.

- Sánchez, M. (2011). "Financial Crises: Prevention, Correction, and Monetary Policy," The Cato Journal, Vol. 31, Núm. 3.

- Sánchez, M. (2010). "Estabilidad Financiera, Crecimiento Económico y Política Monetaria," E-fecto; también publicado en Contrapunto, Revista Estudiantil del CIDE, año 5, marzo de 2011.

- Sánchez, M. (2010). "Financial Innovation and the Global Crisis," International Journal of Business and Management, 5(11).

- Sánchez, M. (2010). "La Innovación Financiera y la Crisis Mundial," El Trimestre Económico, Vol. LXXVII (3), Núm. 307, julio-septiembre.

- Sánchez, M. et al., (2010). “The Financial Crisis-Where Are We Now, and What Are the Prospects for Unwinding Public Interventions in the Financial Sector?” en Das, U.S. and M.G. Papaioannou (eds.), Unwinding Financial Sector Interventions, Preconditions and Practical Considerations, Washington: International Monetary Fund.

- Sánchez, M. (2008). “El Financiamiento del Estado, la Reforma Fiscal y el Crecimiento Económico,” Gaceta de Economía, Instituto Tecnológico Autónomo de México, 14(24).

- Sánchez, M. (2005). "The Recent Stabilization Experience in Mexico," The Cato Journal, Vol. 25, Núm. 1.

- Sánchez, M. (2004). "Estadística de Valores y Creencias Mundiales," Letras Libres, noviembre.

- Sánchez, M. (2002). “The Need for Monetary Reform in Mexico,” The Cato Journal, Vol. 22, Núm. 2; publicado además en The ICFAI Journal of Monetary Economics, Vol. II, Núm. 2.

- Sánchez, M. y N. Karp (2002). “Inflación Política Monetaria y Unión Monetaria en México,” en Sebastián, M. (ed.), (2002). Ensayos sobre Colombia y América Latina, Madrid: BBVA.

- Sánchez, M. (2001). “Two Cheers for Mexico's Tax Reform,” The Wall Street Journal, 30 de marzo.